# 7808 Bagould
7808 Bagould este un asteroid din centura principală, descoperit pe 5 aprilie 1976, de Mario Cesco.